# Curaçaos flag
Curaçaos flag repræsenterer landet Curaçao, såvel som øen der indgik i de Nederlandske Antiller fra 1984 og frem til dets opløsning. Flaget er blåt med en horisontal stribe en anelse under midten af flaget og to hvide, femtakkede stjerner i kantonen. Den blå farve symboliserer havet og himmelen (den øverste og nederste halvdel hhv.) delt af en gul streg, der repræsenterer den lyse sol, som bader øen. De to stjerner repræsenterer øerne Curaçao og Klein Curaçao, men også "Love & Happiness". De fem spidser på hver stjerne symboliserer de fem kontinenter, hvorfra Curaçaos indbyggere stammer fra.
Efter Arubas vedtagelse af sit eget flag, mens de stadig var del af Nederlandske Antiller, fik Curaçao tilkendt retten til et flag i 1979. Totusinde designs blev indleveret til et særligt råd, hvoraf ti blev udvalgt, og rådet besluttede sig for det endelige design den 29. november 1982. Med visse ændringer blev flaget vedtaget den 2. juli 1984.